# Tranvia di Kansas City
La tranvia di Kansas City (in inglese conosciuta come KC Streetcar, IPA: [keɪ-si ˈstritˌkɑr]) è la tranvia che serve la città di Kansas City, nello Stato del Missouri. È gestita dalla Kansas City Streetcar Authority.
La linea si sviluppa per 3,5 km tra River Market e Union Station, attraversando Downtown e Crossroads, con un totale di 10 fermate. I lavori di costruzione della tranvia ebbero inizio nel maggio 2014 e l'opera fu aperta al pubblico il 6 maggio 2016, trasportando nei primi due giorni 27 000 passeggeri.

## Il servizio
La tranvia è a tariffa zero ed è attiva sette giorni su sette. Le frequenze variano dai 10-15 minuti delle ore di punta ai 12-18 minuti delle ore di morbida.